# Hamataliwa difficilis
Hamataliwa difficilis là một loài nhện trong họ Oxyopidae.
Loài này thuộc chi Hamataliwa. Hamataliwa difficilis được Octavius Pickard-Cambridge miêu tả năm 1894.